# 蒂牡花
蒂牡花（学名：Tibouchina urvilleana），又稱蒂牡丹、紫花野牡丹或豔紫野牡丹，野牡丹科绵毛木属植物，雄蕊紫色，葉面鋪有絨毛。